# Scinax altae
Scinax altae är en groddjursart som först beskrevs av Dunn 1933.  Scinax altae ingår i släktet Scinax och familjen lövgrodor. IUCN kategoriserar arten globalt som livskraftig. Inga underarter finns listade i Catalogue of Life.